# Норт-Уэст-Лестершир
Норт-Уэст-Лестершир (англ. North West Leicestershire) — неметрополитенский район (англ. Non-metropolitan district) в графстве Лестершир (Англия). Административный центр — город Колвилл.

## География
Район расположен в северо-западной части графства Лестершир, граничит с графствами Уорикшир, Стаффордшир, Дербишир и Ноттингемшир.

## Состав
В состав района входит 2 города: 
- Ашби-де-ла-Зауч
- Колвилл (англ.)

и 28 общин (англ. Civil parish):
- Аплби Магна
- Ашби Вулдс
- Бардон
- Белтон
- Бридон он Хилл
- Касл Донингтон
- Чарли
- Чилкот
- Колеортон
- Эллистаун энд Батлфлэт
- Хетер
- Ибсток
- Айсли кум Лэнгли
- Кегворт
- Локингтон-Хемингтон
- Лонг Уэттон
- Мешем
- Нормантон ле Хит
- Окторп энд Донисторп
- Осгаторп
- Пекингтон
- Равенстон вит Снайбстон
- Снерстон
- Стонтон Харольд
- Стреттон эн ле Филд
- Суоннингтон
- Суэпстон
- Уортингтон